# Fridrich Vilém Šlesvicko-Holštýnsko-Sonderbursko-Glücksburský
Fridrich Vilém Šlesvicko-Holštýnsko-Sonderbursko-Glücksburský (Fridrich Vilém Pavel Leopold; 4. ledna 1785, Lindenau – 17. února 1831, Schleswig) zdědil v roce 1816 titul šlesvicko-holštýnsko-sonderbursko-beckského vévody. V roce 1825 změnil titul na vévodu šlesvicko-holštýnsko-sonderbursko-glücksburského a založil linii, do níž patří královské rody Dánska, Řecka, Norska a Commonwealth realm.

## Původ a mládí
Fridrich Vilém se narodil v Lindenau ve Východním Prusku jako syn Fridricha Karla Ludvíka Šlesvicko-Holštýnsko-Sonderbursko-Beckského a Frederiky Schliebenské. Byl třetí a nejmladší dítě svých rodičů, jediný syn. Během Napoleonských válek byl v roce 1804 poslán do Dánska, kde byl armádním důstojníkem.

## Manželství a potomci
26. ledna 1810 se v pětadvaceti letech oženil s o čtyři roky mladší Luisou Karolinou Hesensko-Kasselskou, která byla přes svou matku Luisu vnučkou dánského krále Frederika V. Manželé spolu měli deset dětí:
- Luisa Marie Šlesvicko-Holštýnsko-Sonderbursko-Glücksburská (23. října 1810 – 11. května 1869)
- Bedřiška Šlesvicko-Holštýnsko-Sonderbursko-Glücksburská (9. listopadu 1811 – 10. července 1902), ⚭ 1834 Alexandr Karel Anhaltsko-Bernburský (2. března 1805 – 19. srpna 1863), princ askánský a vévoda Anhaltska-Bernburska
- Karel Šlesvicko-Holštýnsko-Sonderbursko-Glücksburský (30. září 1813 – 24. října 1878), ⚭ 1838 Vilemína Dánská (18. ledna 1808 – 30. května 1891)
- Fridrich Šlesvicko-Holštýnsko-Sonderbursko-Glücksburský (23. října 1814 – 27. listopadu 1885), ⚭ 1841 Adléta ze Schaumburg-Lippe (9. března 1821 – 30. července 1899)
- Vilém Šlesvicko-Holštýnsko-Sonderbursko-Glücksburský (10. dubna 1816 – 5. září 1893)
- Kristián IX. (8. dubna 1818 – 29. ledna 1906), král dánský od roku 1863 až do své smrti, ⚭ 1842 Luisa Hesensko-Kasselská (7. září 1817 – 29. září 1898)
- Luisa Šlesvicko-Holštýnsko-Sonderbursko-Glücksburská (18. listopadu 1820 – 30. listopadu 1894), abatyše v Itzehoe
- Julius Šlesvicko-Holštýnsko-Sonderbursko-Glücksburský (14. října 1824 – 1. června 1903), ⚭ 1883 Elisabeth von Ziegesar (1856–1887), morganatické manželství
- Johan Šlesvicko-Holštýnsko-Sonderbursko-Glücksburský (5. prosince 1825 – 27. května 1911), svobodný a bezdětný
- Mikuláš Šlesvicko-Holštýnsko-Sonderbursko-Glücksburský (22. prosince 1828 – 18. srpna 1849)

## Pozdější život
25. března 1816 se stal Fridrich Vilém po svém otci šlesvicko-holštýnsko-sonderbursko-beckským vévodou. 6. července 1825 se pak stal vévodou Glücksburgu, a tak titul změnil na vévodu šlesvicko-holštýnsko-sonderbursko-glücksburského, po starší větvi Glücksburků, která zanikla v roce 1779. Fridrich Vilém zemřel 17. února 1831 ve věku 46 let na zámku Gottorf.
Mezi jeho vnoučata patřili dánský král Frederik VIII., britská královna Alexandra, řecký král Jiří I., ruská carevna Marie Fjodorovna, hannoverská korunní princezna Thyra a šlesvicko-holštýnský vévoda Fridrich Ferdinand.

## Tituly, oslovení a vyznamenání

### Tituly a oslovení
- 4. ledna 1785 – 25. března 1816: Jeho Jasnost dědičný princ šlesvicko-holštýnsko-sonderbursko-beckský
- 25. března 1816 – 6. července 1825: Jeho Jasnost vévoda šlesvicko-holštýnsko-sonderbursko-beckský
- 6. července 1825 – 17. února 1831: Jeho Jasnost vévoda šlesvicko-holštýnsko-sonderbursko-glücksburský

### Vyznamenání
- Velkokříž řádu Dannebrog, 15. ledna 1811
- Rytíř slona, 19. prosince 1811
- Čestný kříž řádu Dannebrog, 19. prosince 1811